# Resonance (videogioco)
Resonance è un videogioco d'avventura sviluppato da XII Games e pubblicato nel 2012 da Wadjet Eye Games per Microsoft Windows.